# Квашур (Селтинський район)
Квашу́р (рос. Квашур) — присілок у складі Селтинського району Удмуртії, Росія.

## Населення
Населення — 42 особи (2010; 67 в 2002).
Національний склад станом на 2002 рік:
- удмурти — 94 %

## Урбаноніми[3]
- вулиці — Молодіжна, Центральна